# ناشر مخطم
الناشر مخطم (الاسم العلمي: Naja annulifera) هو نوع من الزواحف تتبع جنس الناشرات الحقيقية من فصيلة العرابيد، يخطئ البعض بتصنيفه على أنه ناشر مصري إلا أنه نوع مستقل، يعيش في مصر وجنوب إفريقيا.